# Mignet HM-360
Le HM-360 est un appareil (ULM) monoplace étudié par Henri Mignet en 1957, contrairement au HM-380 qui est biplace.

## Photos

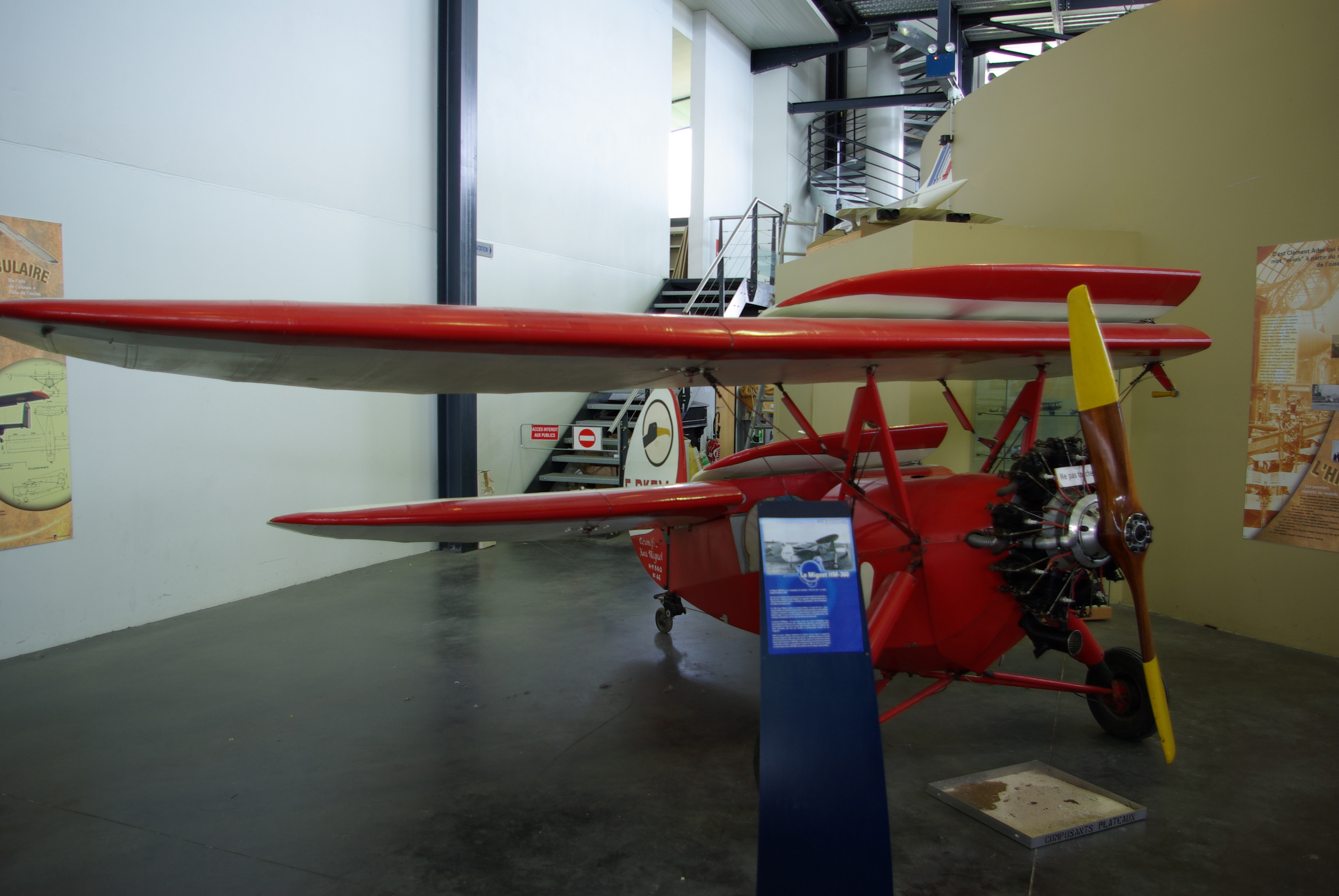
Modèle HM-360 (monoplace)
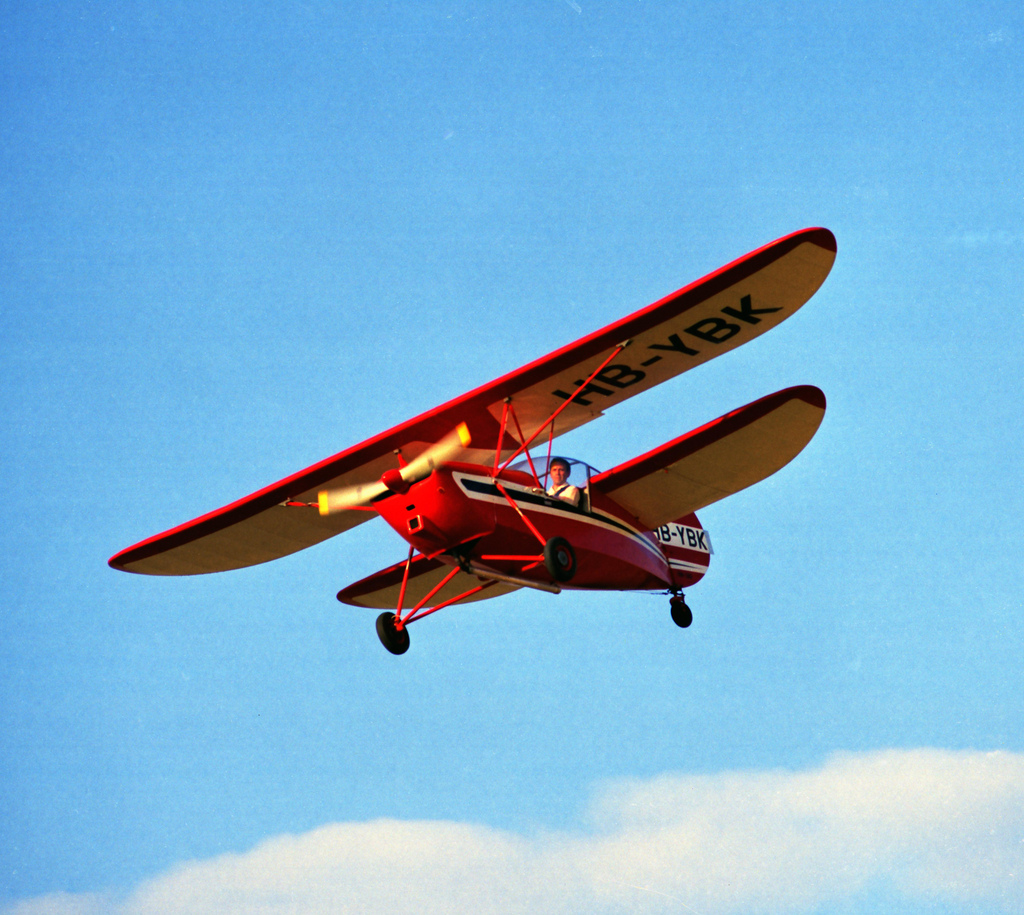
Modèle HM-380 (2 places)Royal Military Museum Brussels 2007 413.JPG